# 擴張的Dickey-Fuller檢定
擴張的迪基-福勒檢定（英語：Augmented Dickey–Fuller test，簡稱：ADF檢定）是在時間序列分析當中用來辨識個別變數的樣本資料是否存在單根之檢定。它從迪基-福勒檢驗（英語：Dickey–Fuller test）擴張修改而來。擴張的迪基-福勒檢驗檢定優點在於，它透過納入（理論上可無限多期，只要資料量容許）落後期的一階向下差分項，排除了自相关的影響。
擴張的迪基-福勒檢驗檢定的虛無假設為有單根。所得出之统计量必為負數，負越多越傾向於拒絕虛無假設。